# 市川海老蔵 (7代目)
七代目 市川 海老蔵（いちかわ えびぞう、天保4年（1833年） - 明治7年（1874年）7月13日）は幕末から明治初期の歌舞伎役者。本名は新之助）。屋号は成田屋。定紋は三升、替紋は杏葉牡丹。俳名に白猿がある。
七男五女に恵まれた七代目市川團十郎の三男。長兄に八代目市川團十郎、次兄に六代目市川高麗蔵（堀越重兵衛）、次弟に市川猿蔵、三弟に九代目市川團十郎、四弟に市川幸蔵、五弟に八代目市川海老蔵がいる。
はじめ三代目市川新之助を名乗る。天保15年 (1844) 3月、兄の六代目市川高麗蔵が失明により役者を廃業すると、替わって六代目松本幸四郎の養子となり、七代目市川高麗蔵を襲名。安政3年（1856）3月、初代市川新升、安政6年（1859）1月、自身の俳名をとって市川白猿と改名、その後大阪に活動の拠点を移すも明治7年 (1874) には成田屋に出戻って七代目市川海老蔵を襲名、同年7月の河原崎座の番付にその名前が載ったが、初日前に舞台に上がることなく死去した。
弟子に松本小勘子がいる。
上記の通り父が七代目市川團十郎、兄が八代目市川團十郎、弟が九代目市川團十郎と成田屋一門の御曹司の立場にあったが小勘子の証言によると彼が中通の身分になった万延元年 (1860)の白猿の様子について
「あの頃は名題さんでも手腕が無いと、随分表からひどくしたものでしてね、御家もなかなか大変で、お弁当の副食物なんぞもそれあひどい物をあがって居らっしゃいました。その時師匠は武兵衛の役でしたが、その頃衣装はみんな役者もちでしたから、師匠も武兵衛の衣装をお拵へになったのですが、内緒がいかにも苦しいので、家から着ていらしつた衣服を、楽屋へはひると直ぐ質屋へやって武兵衛の衣装と入かへるといふ始末なんです。或時なんぞは身体は揚幕へ廻って居ても、衣装はまだ来ないんで、わたし共までとつおいつして居るのを見て、頭取が自分のを貸してやっと舞台へ出して呉れた事がありました。全くお気の毒な御方でしたよ。」
と述べており三人吉三廓初買の釜屋武兵衛の役を振られながらも舞台衣装を質屋に入れていた関係で出演することさえままならない時がある程生活に困窮しており親兄弟に比べて不遇であった事が分かる。